# Костянтин Нахк
Костянтин Нахк (ест. Konstantin Nahk; при народженні — Костянтин Володимирович Колбасенко; 10 лютого 1975, Таллінн) — естонський футболіст, півзахисник.

## Біографія
Вихованець талліннського СК «Краплі».
Почав виступати на дорослому рівні у 16-річному віці у складі клубу «Транс» (Нарва) у першості Естонської РСР. 1992 року дебютував у незалежному чемпіонаті Естонії у складі талліннського клубу «Вигри», перейменованого невдовзі у «Тевалті». Наприкінці сезону 1993/94 «Тевалте» було дискваліфіковано за підкуп суперників, після чого футболіст провів половину сезону за команду «Арсенал» (Таллінн) в одному з нижчих дивізіонів.
У ході сезону 1994/95 перейшов у «Таллінна Садам» і став основним гравцем команди, у цьому ж клубі працював тренером його батько. У сезоні 1997/98 та в осінньому сезоні 1998 року футболіст ставав найкращим бомбардиром чемпіонату.
У 1999 році перейшов до «Левадії», яка представляла на той час талліннські передмістя Маарду. Провівши в команді два сезони, гравець перейшов до білоруського «Торпедо-МАЗ», але не став гравцем основного складу, зігравши лише п'ять матчів за головну команду у вищій лізі Білорусії та 10 матчів за дубль. У 2002 році виступав в Естонії за «Левадію» і «Тулевік», потім знову поїхав за кордон — у фінський «Йокеріт», зіграв 22 матчі в чемпіонаті Фінляндії. Після закінчення сезону 2003 року «Йокерит» був розформований, і Нахк повернувся до Естонії.
З 2004 року протягом восьми сезонів виступав за «Левадію». Неодноразово ставав чемпіоном та призером чемпіонату. У 2009 році був визнаний найкращим гравцем чемпіонату. Наприкінці кар'єри провів два сезони у складі «Інфонету».
Загалом у чемпіонатах Естонії зіграв 481 матч і забив 153 голи. Станом на 2017 рік входить до десятки лідерів за всю історію за обома показниками (четверте місце за кількістю матчів та сьоме — за кількістю голів). Забив 55 голів з пенальті, що є рекордом чемпіонатів Естонії.

## Особисте життя
Батько, Володимир Колбасенко (нар. 1939) — футболіст (виступав за команди першості Естонської РСР) та футбольний тренер.
Наприкінці 1990-х років Костянтин Колбасенко поміняв прізвище на естонське — Нахк.
Закінчив Санкт-Петербурзький державний інститут фізичної культури (1998).

## Досягнення
- Чемпіон Естонії (7): 1999, 2000, 2004, 2006, 2007, 2008, 2009
- Володар Кубка Естонії (8): 1996, 1997, 1999, 2000, 2004, 2005, 2007, 2010
- Володар Суперкубка Естонії (4): 1996, 1999, 2000, 2010
- Найкращий бомбардир чемпіонату Естонії (2): 1997/98 (18 голів), 1998 (13 голів)
- Найкращий гравець чемпіонату Естонії (1): 2009